# Alta política
 Alta política  es una película en colores de Argentina dirigida por Raúl Gaynal sobre su propio guion que fue producida en 1957 pero nunca fue estrenada comercialmente. Tuvo como protagonistas a Gloria Ugarte, Mario Morets, Beto Gianola y Jorge Villalba.
Posteriormente, en 1961, Raúl Gaymal fue coautor y copuestista, junto con su hermano Alejandro Doria en dos programas de televisión: Las musimujeres y Las sombras

## Reparto
- Gloria Ugarte
- Mario Morets
- Beto Gianola
- Jorge Villalba
- Américo Sampurgo
- Jorge Larrea
- Délfor Medina